# DeLorme
DeLorme es una compañía de Estados Unidos fundada en 1976 dedicada al seguimiento personalizado vía satélite, mensajería electrónica, y tecnología de navegación. El producto principal de la compañía, inReach, integra GPS y tecnologías de comunicación vía satélite, y proporciona la capacidad de enviar y recibir mensajes de texto en cualquier lugar del mundo (incluyendo zonas más allá del alcance de los teléfonos móviles), gracias a que utiliza la constelación de satélites Iridium. En combinación con un teléfono inteligente, facilita el acceso a mapas topográficos y gráficos de apoyo a la navegación de la National Oceanic and Atmospheric Administration (NOAA).
El 11 de  febrero de 2016, se anunció que DeLorme había sido adquirida por Garmin, la compañía multinacional de productos y servicios GPS.
DeLorme también produce atlas impresos y  productos informáticos de topografía. La compañía combina tecnologías digitales con editores humanos para verificar la información de viaje y los detalles de los mapas. DeLorme Atlas & Gazetteer es un complemento para los  vehículos con GPS  o los sitios de mapas en línea, permitiendo a un viajero explorar anticipadamente su ruta y destacar actividades posibles o excursiones a lo largo del camino o en el destino. Topo es un programa de DeLorme que se ha convertido en una de las principales fuentes de información para los entusiastas de las actividades al aire libre en Norteamérica. Topo 10 dispone de mapas topográficos y datos altimétricos de EE. UU. y Canadá con más de cuatro millones de puntos de interés. Incluye informaciones sobre parques, lagos, ríos y corrientes de agua para los 50 estados. 
Por otro lado, DeLorme continúa imprimiendo atlas, con más de 20 millones de copias vendidas hasta la fecha.
Fundada en 1976, la compañía DeLorme tiene su sede en Yarmouth, Maine, donde está instalado Eartha, el globo terráqueo rotativo más grande del mundo.

## Historia
La compañía fue fundada en 1976 por David DeLorme, quien, frustrado por los obsoletos planos de la región del lago Moosehead, se empeñó en crear un mapa del estado de Maine mucho mejor.
Combinó mapas de carreteras estatales, condados, y ciudades, así como inventarios federales para producir el Atlas y Gaceta de Maine, impreso en un libro de gran formato con una tirada inicial de 10.000 ejemplares, que  vendía desde su propio coche. La Gaceta, que listaba rutas ciclistas, recorridos en piragua, museos y lugares históricos,  tuvo un gran éxito.
La compañía creció hasta contar con 75 empleados en 1986, trabajando en unas naves prefabricadas en Freeport (Maine), donde se producían mapas de Nueva Inglaterra y del norte de Nueva York.
En 1987 la compañía produjo un CD con una detallada topografía del mundo entero.
En 1991, DeLorme comenzó a comercializar Callejeros de EE.UU. en un CD-ROM, que alcanzó una gran popularidad, convirtiéndose en el primer producto de consumo de masas de cualquier clase en este soporte.
Hacia 1995, DeLorme dominaba el 44% del mercado de mapas en CD. Ese mismo año, la compañía colaboró con la Asociación del Automóvil Americana (AAA) para producir la guía de la asociación, el primer programa de navegación capaz de calcular rutas automáticamente.[cita requerida] También introdujeron el receptor GPS DeLorme para trabajar en tiempo real con sus mapas.
En 1996, lanzaron sus mapas en el entorno de las PDA para los modelos de Palm.
En 1997, la compañía se reubicó en un nuevo emplazamiento corporativo en Yarmouth, Maine, del que forma parte un modelo gigante del mundo, denominado Eartha, el mayor globo terráqueo rotativo del mundo. La compañía ha facilitado sesiones educativas geográficas complementarias para miles de niños en edad escolar a lo largo de los años y el público es invitado a visitar y ver Eartha desde los balcones de las tres plantas de altura de la sala que lo rodea.

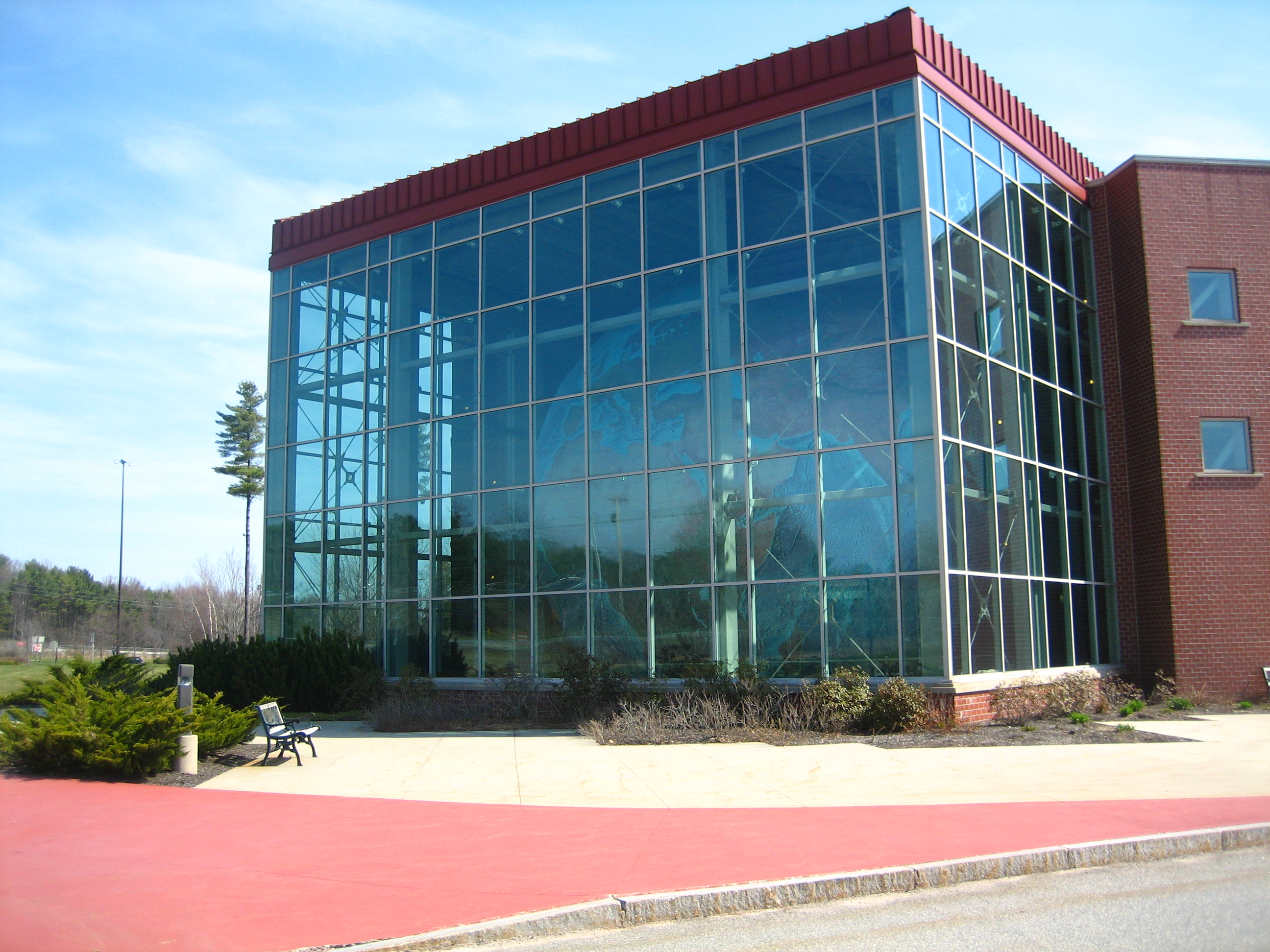
Edificio donde se aloja Eartha

En 1999, DeLorme introdujo el programa denominado 3D TopoQuad en formatos DVD y CD, con mapas topográficos digitalizados de los Estados Unidos.
En 2001 se lanzó XMap profesional, un programa de mapas GIS en formato CD, con una versión extendida en 2002, modificado para dotar de funcionalidad GPS a dispositivos sobre Palm OS y Pocket PC.
En 2005, DeLorme se convirtió en la primera compañía en vender un dispositivo GPS con conexión USB, el Earthmate GPS LT-20. Al mismo tiempo,  empezó a ofrecer cartografía descargable vía satélite y las hojas de 7,5 minutos de amplitud del USGS 7 que podían ser superpuestos a sus mapas utilizando la nueva función NetLink. Los modelos iniciales del Earthmate estaban entre los primeros receptores GPS capaces de acoplarse a ordenadores portátiles.
En 2006/2007, la empresa introdujo su primer receptor GPS autónomo plenamente funcional, el Earthmate GPS PN-20. Durante 2008, la compañía continuó expandiendo su línea de GPS de mano con el modelo Earthmate GPS PN-40. DeLorme también comenzó a vender módulos de GPS integrados para que otros fabricantes pudieran añadir GPS a sus productos. Además, la compañía empezó a vender sus bases de datos a otras compañías.
En 2009, DeLorme liberó su D.A.E. (Atlas Digital de la Tierra), la primera cartografía topográficá a escala 1:50.000. de toda la Tierra. Es el mapa mundial oficial de los ejércitos de EE. UU. y de Australia. A su escala de trabajo, se corresponde con un globo virtual  de la Tierra con casi 305 metros de diámetro.
En 2011, DeLorme lanzó "InReach," un servicio mundial de comunicaciones vía satélite y de dispositivos de emergencia capaces de caber en un bolsillo. Opera en medio del océano, en el Polo Norte, a través de las junglas más tupidas, e incluso ha sido probado en la cumbre de monte Everest.  A través de su servicio de SOS, cada día son rescatadas tres personas en distintos lugares alrededor de todo mundo.

## Adquisición
El 11 de febrero de 2016, la compañía de productos y servicios GPS Garmin, anunció que había acordado la compra de DeLorme. El anuncio indicaba que se mantendría la sede de DeLorme en Yarmouth. Otro anuncio (del 3 de marzo de 2016) confirmó que la adquisición era completa.